# Scinax boesemani
Espèce
Synonymes
- Hyla boesemani Goin, 1966

Statut de conservation UICN

 LC  : Préoccupation mineure
Scinax boesemani est une espèce d'amphibiens de la famille des Hylidae.

## Répartition
Cette espèce se rencontre jusqu'à 650 m d'altitude, :
- au Suriname ;
- au Guyana ;
- en Guyane ;
- au Venezuela dans les États d'Amazonas et de Bolívar ;
- au Brésil dans les États d'Amazonas, d'Amapá, du Roraima et du Pará.

## Étymologie
Cette espèce est nommée en l'honneur de Marinus Boeseman.

## Publication originale
- Goin, 1966 : Description of a new frog of the genus Hyla from Suriname. Zoologische Mededelingen Leiden, vol. 41, p. 229-232 (texte intégral).